# Russia Songs
«Russia Songs» — еженедельный хит-парад лучших российских песен, запущенный 15 февраля 2022 года и составлявшийся американским журналом Billboard. Включал в себя двадцать пять самых популярных песен на национальном уровне. Чарт построен на потоковой передаче и активности продаж внутри страны, отслеживаемый Luminate. Рейтинг также основан на взвешенной формуле, включающей только официальные трансляции как по подписке, так и с поддержкой рекламы на ведущих аудио- и видеосервисах, а также продажи загрузок от ведущих музыкальных ритейлеров на территории. 3 апреля 2022 года работа чарта была приостановлена в связи с санкциями против России.

## Список синглов № 1
| Неделя          | Артист             | Песня            | Ист.  |
| --------------- | ------------------ | ---------------- | ----- |
| 19 февраля 2022 | Gayazovs Brothers  | «Малиновая Лада» | [ 1 ] |
| 26 февраля 2022 | Егор Крид и МакSим | «Отпускаю»       | [ 2 ] |
| 5 марта 2022    | Gayazovs Brothers  | «Малиновая Лада» | [ 3 ] |
| 12 марта 2022   | Gayazovs Brothers  | «Малиновая Лада» | [ 4 ] |
| 19 марта 2022   | Shadowraze         | «Showdown»       | [ 5 ] |
| 26 марта 2022   | Shadowraze         | «Showdown»       | [ 6 ] |
| 2 апреля 2022   | Shadowraze         | «Showdown»       | [ 7 ] |